# ألفرد أرندت
ألفرد أرندت (بالألمانية: Alfred Arndt)‏ هو مهندس معماري ألماني، ولد في 26 نوفمبر 1898 في البلنغ في بولندا، وتوفي في 7 أكتوبر 1976 في دارمشتات في ألمانيا.